# Professional Armwrestling League
Organizacja Professional Armwrestling League (PAL) – organizacja światowa posiadająca podpisane zawodowe kontrakty z czołowymi, światowymi zawodnikami. Umożliwia start zawodnikom w profesjonalnych, zawodowych starciach w siłowaniu na ręce.
PAL aktualnie posiada trzy filie:
- Sofia (Bułgaria) – siedziba Główna,
- Gdynia (Polska) – filia,
- Dubaj (Zjednoczone Emiraty Arabskie) – filia.

W roku 2006 zostanie zarejestrowana także kolejna filia organizacji PAL w Las Vegas (USA).
Główne cele organizacji PAL:
- promocja zawodników reprezentujących najwyższy światowy poziom
- organizacja Gal Armwrestlingu Zawodowego (Armfight Vendetta) przeznaczona dla zawodowych armwrestlerów
- organizacja Ligi Armwrestlingu Zawodowego (Professional Armwrestling League) w poszczególnych kategoriach wagowych

Od roku 2002 Professional Armwrestling League organizuje zawodowe, sześciorundowe pojedynki na terenie całego świata. W chwili obecnej PAL łączy zawodników z terenu ponad 40 krajów.
Do tej pory PAL zorganizował szereg zawodowych turniejów rangi międzynarodowej, takich jak:
1. Gale Armwrestlingu Zawodowego, m.in. w: Bułgaria, Polska, Rumunia, Rosja, Ukraina, Turcja, Japonia, Niemcy, Anglia, Zjednoczone Emiraty Arabskie (Dubaj).
2. Coroczny Puchar Świata Zawodowców w Polsce
3. Ligi zawodowe krajowe (Professional Armwrestling League) i międzynarodowe.